# 2025 en Argentine
Cet article présente les faits marquants de l’année 2025 en Argentine.

## Évènements
- Président : Javier Milei.
- Vice-président : Victoria Villarruel.

- 5 février : le président Milei annonce le retrait de l'Argentine de l'Organisation mondiale de la santé[1].
- 7 mars : des pluies torrentielles font au moins 13 morts à Bahía Blanca en Argentine[2].
- 6 mars : finalisation de l'achat de 24 avions de chasse F-16A d’occasion auprès du Danemark destiné à la Force aérienne argentine[3] pour 266 millions de dollars ainsi que de 212 millions de dollars de munitions. C'est l'acquisition militaire la plus importante de l'Argentine depuis 50 ans[4].
- 26 octobre : élections législatives (es).